# Mêchiô Thạch Hồng Trinh
Mêchiô Thạch Hồng Trinh C.M. (tiếng Trung: 石鴻禎, Melchior Shi Hongzhen; sinh 1927) là một giám mục người Trung Quốc của Giáo hội Công giáo Rôma. Ông hiện đảm trách chức vị Giám mục chính tòa Giáo phận Thiên Tân. Nhiều tài liệu phương Tây thường nhầm lẫn với một người anh em họ của ông là giám mục Giuse Thạch Hồng Thần (tiếng Trung: 石洪臣, Joseph Shi Hongchen; 1928-2005).

## Tiểu sử
Giám mục Mêchiô Thạch sinh ngày 7 tháng 1 năm 1929 hoặc năm 1927 tại Thiên Tân, Trung Quốc, trong một gia đình Công giáo. Ông được thụ phong chức linh mục ngày 4 tháng 7 năm 1954.
Từ năm 1956, quan hệ Tòa Thánh và chính quyền Cộng hòa Nhân dân Trung Hoa trở nên căng thẳng, hoạt động tôn giáo gần như bị cấm hoàn toàn. Từ năm 1958 đến năm 1985, ông bị chính quyền Trung Quốc buộc đi lao động cưỡng bách tại các trại cải tạo lao động (lao cải). Thời gian tại các trại lao cải này đã có ảnh hưởng xấu đến sức khỏe của ông về sau này.
Sau khi được trả tự do, ông tiếp tục hoạt động mục vụ tại Thiên Tân. Do thái độ trung thành đối với Tòa Thánh và từ chối công nhận giáo hội "nhất hội nhất đoàn", ông thường xuyên bị chính quyền Trung Quốc gây nhiều cản trở trong công tác mục vụ. Ngày 15 tháng 6 năm 1982, ông được giám mục hầm trú Phaolô Lưu Thư Hòa, Giám mục phó Dịch Huyện, mật phong chức Giám mục theo quyết định của Tòa Thánh, chức vị Giám mục phó Giáo phận Thiên Tân.. Người anh em họ của ông, Giuse Thạch Hồng Thần, cũng được giám mục hầm trú Giuse Lưu Tư Đức, Giám mục Thiên Tân, mật phong chức Giám mục theo quyết định của Tòa Thánh, chức vị Giám mục phụ tá Giáo phận Thiên Tân, ngày 11 tháng 8 năm 1982.
Chính quyền Trung Quốc không thừa nhận chức vụ giám mục của cả hai người. Với họ, giám mục hợp pháp của giáo phận Thiên Tân là Giuse Lý Đức Bồi. Tuy nhiên, sau đó giám mục Giuse Thạch Hồng Thần dần hợp tác hơn với chính quyền Trung Quốc và được phong chức bất hợp thức làm Giám mục Thiên Tân vào ngày 26 tháng 5 năm 1992, thay cho giám mục bất hợp thức Giuse Lý Đức Bồi vừa qua đời một năm trước đó. Tòa Thánh sau đó tuyên bố phạt vạ tuyệt thông Giám mục Giuse Thạch vì việc này. Giám mục Giuse Thạch đột quỵ năm 2001 và qua đời vào năm 2005.
Riêng Giám mục Mêchiô Thạch, do sức khỏe kém, ảnh hưởng từ những năm lao động tại các trại lao cải, ông thường xuyên phải dành nhiều thời gian chữa bệnh tại bệnh viện ở Bắc Kinh. Bên cạnh đó, chính quyền Trung Quốc cũng đưa ra nhiều hạn chế đi lại, cản trở sứ vụ của ông tại Thiên Tân. Ông chính thức kế nhiệm trở thành Giám mục chính tòa Thiên Tân ngày 8 tháng 6 năm 2019, sau cái chết của giám mục Stêphanô Lý Tư Đức.